# MIDI Tuning Standard
MIDI Tuning Standard (signifiant en anglais, « standard d'accordage MIDI »), également abrégé en MTS, est un standard de musique associée à la norme MIDI. Contrairement à la norme midi de base où les notes sont présupposées être jouées dans la gamme tempérée Il permet de jouer des musiques qui se situent dans les systèmes musicaux comportant des Micro-intervalles (comme le maqâm ou certaines musiques indiennes, par exemple. Il ajoute pour cela, une information d'accordage à l'une des 128 notes envoyées au sein du protocole.
Le synthétiseur MIDI en logiciel libre, TiMidity++, ainsi que le logiciel de construction et d'analyse de gammes microtonales Scala (en) supportent ce format.

## Valeurs des fréquences
Si ƒ est la fréquence, alors la valeur de donnée de fréquence d correspondante peut être calculée comme suit :
{\displaystyle d=69+12\log _{2}\left({\frac {f}{440\ \mathrm {Hz} }}\right).\,}
La quantité log2 (ƒ / 440 Hz) est le nombre d'octaves au-dessus de 440 Hz, le la du diapason. Cette quantité est négative si la fréquence est inférieure à cette hauteur de note. Sa multiplication par 12 donne le nombre de demi-tons au-dessus de la fréquence. l'ajout de 69 donne donc le nombre de demi-tons au-dessus du do situé cinq octaves en dessous du do du milieu (située entre la portée de clé de sol et de clé de fa).
Comme 440 Hz est un standard largement utilisée comme la du diapason dans les pays européens, et comme celui-ci est représenté dans le standard MIDI, comme l'entier 69 (neuf demi-tons au-dessus du do du milieu, qui est 60), cela donne un nombre réel qui exprime la hauteur de note de façon consistante avec le MIDI et la  notation entière, également connu comme numéro de note MIDI.
La formule suivante permet de convertir du numéro de note MIDI (d) vers la fréquence (ƒ) :
{\displaystyle f=2^{(d-69)/12}\cdot 440\ \mathrm {Hz} \,}